# Rollo de huevo

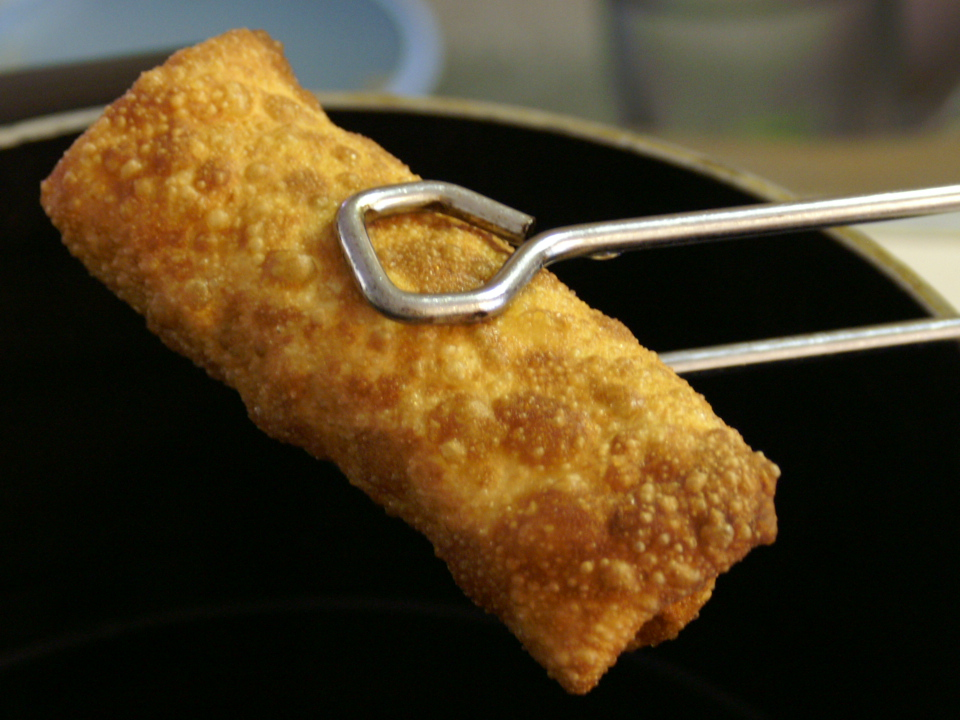
Rollo de huevo recién frito.

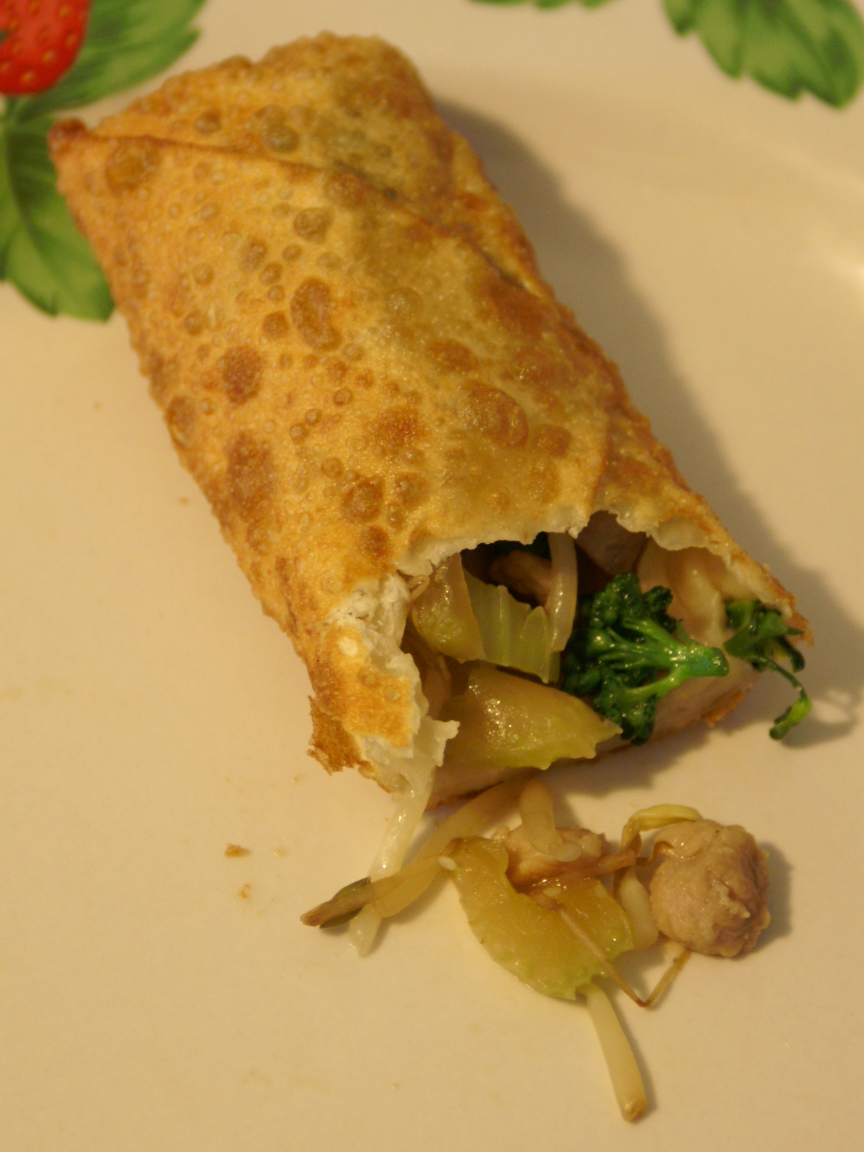
Rollo de huevo mostrando su interior.

El rollo de huevo (en chino, 蛋卷; pinyin, dàn juǎn; literalmente "huevo enrollado") es una especie de entrante que es muy empleado en las cocinas del Este de Asia que se ha difundido a través de todo el mundo siendo uno de los alimentos básicos de las cocinas asiáticas. En algunos casos se dice que el rollo de primavera es una creación nacida del tradicional rollo de huevo. Existe una disputa entre las cocinas asiáticas por la titularidad de haber inventado este plato, y existen infinidad de variantes de este plato en muchas cocinas de Asia (así como en la vietnamita donde se denomina chả giò). En el Sur de China es muy habitual encontrarse con este plato, y es uno de los platos más populares de la cocina cantonesa.

## Características
Un rollo de huevo es una especie de combinación de verduras (en su mayor parte col china) finamente picadas, carne picada y en algunas ocasiones fideos que se preparan fritos en una sartén o wok y que posteriormente se enrollan sobre una hoja muy fina de pasta de huevo y que luego se fríen. Los rollos de huevo pueden estar cerrados o abiertos en sus dos extremos. 
Al ser comparados los rollos de huevo con su plato hermano que es el rollito de primavera, se puede ver que el rollo de huevo es generalmente más grande, más fino, y la masa que lo enrolla es más delgada y frágil; es de la misma forma más crujiente; y posee más relleno que el rollo de primavera. Sin embargo, los términos "rollito de primavera" y "rollo de huevo" son a menudo empleados de forma similar causando confusión a los turistas occidentales. La masa empleada en el rollo de huevo está elaborada a base de harina de trigo, mientras que los empleados en los rollos de primavera se fundamentan más en la harina de arroz. 
En el interior de China, así como en muchos de las zonas donde hay muchos chino-parlantes en ciertas regiones de Asia, así como también en las comunidades chinas a lo largo del mundo, el rollo de huevo se refiere predominantemente al snack o postre elaborado con huevo, con forma de flauta, de color ligeramente amarillento, algo crujiente. Algunas variedades se elaboran con semillas de sésamo u otros recubrimientos/sabores, tales como crema de chocolate, crema, o fresas. el término se emplea a veces para referirse a otros desayunos que mezclan tortillas occidentales de huevo en rollos con otros ingredientes. El rollo de huevo Estados Unidos se denomina como "fried spring roll" (rollo de primavera frito).

## Variantes mundiales
En Bengala Occidental y en especial en Calcuta los "huevos de rollo" son tortillas de huevo enrolladas dentro de una paratha (pan plano) y que es conocido como rollo kati.
En el Reino Unido, el "egg roll" se refiere a una tortilla de huevo que se acompaña de pan (es considerado un elemento del desayuno). El término "pancake roll" se emplea en los restaurantes chinos en Reino Unido para describir el "rollo de huevo". En Francia, existe un hors d'oeuvre similar denominado "nem". En México existe un plato similar denominado burrito o en algunos casos taquito.
En Venezuela y Colombia a este plato se le conoce como "lumpia", igual que a los rollitos de primavera. Se encuentra en establecimientos gastronómicos regentados por inmigrantes de China.